# Cầu Tạ Khoa
Cầu Tạ Khoa là một cây cầu bắc qua sông Đà trên Quốc lộ 37 tại huyện Bắc Yên, tỉnh Sơn La, Việt Nam. Đây là cầu bê tông vĩnh cửu đầu tiên bắc qua sông Đà.
Cầu có chiều dài 551,3 m, chiều rộng là 11 m, có 8 trụ, 2 mố. Tĩnh không thông thuyền của cầu cao 10 m, rộng 80 m.
Công trình được khởi công vào ngày 22 tháng 12 năm 2001, do 5 đơn vị thi công gồm: Công ty tư vấn thiết kế cầu lớn - hầm (thuộc Tổng công ty Tư vấn thiết kế giao thông vận tải), Công ty cầu 12, cầu 14 (thuộc Tổng công ty xây dựng công trình giao thông 1), Công ty cầu 1, cầu 7 (thuộc Tổng công ty xây dựng Thăng Long). Cầu được thông xe vào ngày 24 tháng 8 năm 2003.